# Ian Nepómniasxi
Ian Nepómniasxi (rus: Ян Алекса́ндрович Непо́мнящий)  (Briansk, 14 de juliol de 1990), nom complet amb patronímic Ian Aleksàndrovitx Nepómniasxi, és un jugador d'escacs rus, que té el títol de Gran Mestre des de 2007. Nepómniasxi també havia jugat semiprofessionalment a Dota.
A la llista d'Elo de la FIDE de l'abril de 2023, hi tenia un Elo de 2795 punts, cosa que en feia el jugador número 1 (en actiu) de Rússia, i el 2n millor jugador del rànquing mundial. El seu màxim Elo va ser de 2795 punts, a la llista del març del 2023 (posició 2 al rànquing mundial absolut).
Nepómniasxi ha guanyat la Superfinal del campionat rus dos cops, el 2010 i 2020 i el títol europeu individual de 2010. També va guanyar el Memorial Tal 2016 i els torneigs Aeroflot Open de 2008 i 2015. També va guanyar el Campionat del món d'escacs per equips com a membre de l'equip rus a Antalya (2013) i Astana (2019). Va guanyar també el Campionat d'Europa d'escacs per equips 2015 a Reykjavík amb l'equip rus.
L'octubre de 2016, Nepómniasxi va ocupar el quart lloc a la classificació mundial tant en escacs ràpids com en escacs blitz. Ha guanyat dues medalles de plata al Campionat Mundial de Ràpides i una medalla de plata al Campionat Mundial de Blitz, a més de guanyar l'Ordix Open 2008. El desembre de 2019, es va classificar per al Torneig de Candidats 2020-21 en quedar segon al Gran Premi de la FIDE 2019. Va guanyar el torneig de candidats de la FIDE 2021 amb una ronda de sobra, la qual cosa el va qualificar com a desafiant al Campionat del món d'escacs de 2021 pel títol del campionat mundial. El desembre de 2021, va perdre el seu matx contra el campió defensor Magnus Carlsen. L'abril de 2023, novament aspirant al títol, va perdre novament al matx final pel Campionat del món d'escacs de 2023 contra el xinès Ding Liren.

## Resultats destacats en competició
En Nepomniachtchi ha guanyat el Campionat d'Europa per edats tres cops, el 2000 en categoria Sub-10, i el 2001 i 2002 en categoria Sub-12. El 2002 va guanyar també el Campionat del món Sub-12.
Va estudiar escacs a l'acadèmia d'Ievgueni Baréiev, però en fou expulsat a l'edat de quinze anys per mala conducta. El 2004 va vèncer en el Campionat de Rússia Sub-18, i participà en el II Matx Rússia-Xina, a Moscou, com a primer tauler júnior de l'equip, i hi feu 5/6 punts, el millor resultat de l'esquadra russa. El 2005 fou segon al Campionat del món Sub-16 a Belfort (el campió fou Alex Lenderman).
El febrer de 2008 va guanyar a Moscou l'Aeroflot Open; es tracta de l'obert d'escacs més fort del món, i hi va realitzar una performance de 2822. Aquesta victòria el va classificar per a l'edició del 2008 del Dortmund Sparkassen Chess Meeting, on hi fou segon (ex aequo amb d'altres tres jugadors), i a mig punt del campió, Péter Lékó.
El 2010, amb només 19 anys, va guanyar el Campionat d'Europa individual absolut celebrat a Rijeka, Croàcia, per davant de Baadur Jobava (2n) i d'Artiom Timoféiev (3r), amb una puntuació de 9/11. El desembre de 2010 es va proclamar Campió de Rússia absolut, en empatar amb Serguei Kariakin (amb 7/12 punts), i finalment vèncer-lo en el desempat.
Entre l'agost i el setembre de 2011 participà en la Copa del món de 2011, a Khanti-Mansisk, un torneig del cicle classificatori pel Campionat del món de 2013, i hi va tenir una raonable actuació; avançà fins a la tercera ronda, quan fou eliminat per Gata Kamsky (3-1).
Fou vuitè al Campionat d'Europa d'escacs individual de 2013 a Legnica, Polònia, empatat amb altres jugadors amb 8 punts d'11 possibles (el campió fou Oleksandr Moissèienko).
L'octubre de 2013, a Nijni Nóvgorod, fou subcampió de Rússia, després de perdre un matx de desempat a ràpides contra Piotr Svídler.
L'abril de 2015 de nou fou campió de l'Aeroflot Open amb 7 punts de 9, els mateixos punts que Daniil Dubov però amb millor desempat. L'octubre de 2015 fou segon al Campionat del món d'escacs actius amb 10½ punts de 15, els mateixos punts que Teimur Radjàbov i Leinier Domínguez Pérez, i a un punt del campió Magnus Carlsen. El 2016 fou segon a la Copa del President del Kazakhstan, de semiràpides, celebrada a Almaty, superat al desempat (per nombre de victòries) per Farrukh Amonatov.

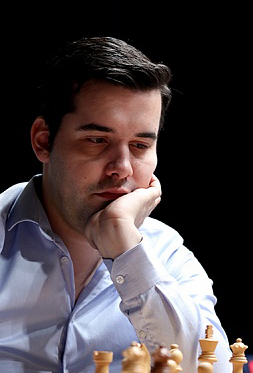
Nepómniasxi a la Superfinal del Campionat de Rússia de 2018.

De l'1 a l'11 de desembre de 2017, va competir al London Chess Classic 2017, l'esdeveniment final del Grand Chess Tour. Hi va empatar al primer lloc amb Fabiano Caruana amb 6/9 (+3–0=6), qui el va derrotar 2½–1½ al desempat a ràpides.
El gener de 2019 fou tercer a la 81a edició del torneig Tata Steel, un punt i mig per sota del campió, Magnus Carlsen.
El març de 2019 Nepómniasxi fou membre de l'equip rus que va quedar primer al Campionat del món per equips a Astanà.
A les darreries de maig del mateix any, va participar al torneig FIDE Grand Prix a Moscou, un torneig amb 16 jugadors que formava part del cicle classificatori pel Campionat del món de 2020. Nepómniasxi va derrotar el GM Aleksandr Grisxuk en els desempats a ràpides de la final, i va guanyar el torneig. Això li va donar un total de 9 punts de Grand Prix, cosa que implicava quedar al capdamunt de la classificació.
El desembre de 2020 va guanyar per segon cop en la seva carrera el campionat d'escacs de Rússia amb 7.5 punts sobre 11 partides, per damunt de Serguei Kariakin per mig punt.

### 2021
L'abril de 2021, Nepómniasxi va guanyar el torneig de candidats 2020-2021 amb 8,5/14 punts (+5-2=7), mig punt per sobre del segon classificat, Maxime Vachier-Lagrave.
La victòria al torneig de candidats va donar a Nepómniasxi el dret de desafiar Magnus Carlsen en un matx pel Campionat del Món d'escacs que es disputaria entre novembre i desembre de 2021. En el matx, Carlsen va conservar el seu títol, guanyant 7½-3½.
|                       | Ràting | Rànquing | Partides | Partides | Partides | Partides | Partides | Partides | Partides | Partides | Partides | Partides | Partides | Partides      | Partides      | Partides      | Punts |
| 1                     | Ràting | Rànquing | 2        | 3        | 4        | 5        | 6        | 7        | 8        | 9        | 10       | 11       | 12       | 13            | 14            |               | Punts |
| --------------------- | ------ | -------- | -------- | -------- | -------- | -------- | -------- | -------- | -------- | -------- | -------- | -------- | -------- | ------------- | ------------- | ------------- | ----- |
| Magnus Carlsen (NOR)  | 2856   | 1        | ½        | ½        | ½        | ½        | ½        | 1        | ½        | 1        | 1        | ½        | 1        | Innecessàries | Innecessàries | Innecessàries | 7½    |
| Ian Nepómniasxi (FER) | 2782   | 5        | ½        | ½        | ½        | ½        | ½        | 0        | ½        | 0        | 0        | ½        | 0        | Innecessàries | Innecessàries | Innecessàries | 3½    |

L'agost de 2021, Nepómniasxi va esdevenir el jugador d'escacs amb més Elo de Rússia, amb una puntuació de 2792. Això el va situar quart al món i segon a Europa (després de Magnus Carlsen).
Del 26 al 28 de desembre de 2021, Nepómniasxi va participar al Campionat del Món de Ràpides de la FIDE de 2021, on va acabar com un dels líders empatats amb 9,5/13 punts, i va aconseguir el segon lloc després dels desempats. Com a resultat, es va classificar per a un playoff contra Nodirbek Abdusattorov, que també va aconseguir 9,5/13 punts i va aconseguir el primer lloc després dels desempat. Nepómniasxi va entaular amb Abdusattorov en la primera partida de playoffs, però va perdre la segona. Com a resultat, va acabar en el segon lloc de la prova.
El desembre de 2021, Nepómniasxi va jugar una partida amistosa amb el president de Nornickel, Vladimir Potanin, que va acabar amb la victòria del Gran Mestre a la 38a jugada.

### 2022
Nepómniasxi es va classificar per al Torneig de Candidats de 2022 com a subcampió del Campionat del Món, i va prendre el lideratge del torneig des de bon començament. Va competir sota la bandera de la FIDE, després de la suspensió per part de la FIDE dels equips de Rússia i Belarús de la competició internacional. A la ronda 13, Nepómniasxi va aconseguir la victòria als Candidats després d'aconseguir un empat contra Richard Rapport, entrant a la 14a i última ronda amb una avantatge d'1,5 punts. Això li va garantir la classificació per al Campionat del món d'escacs de 2023. És el primer jugador que guanya el torneig de Candidats invicte des de Viswanathan Anand el 2014; a més, va obtenir la puntuació més alta de 9,5/14 en qualsevol torneig de candidats des que es va introduir el format modern el 2013. Nepómniasxi va participar al Campionat del món d'escacs ràpids de 2022 i al Campionat del món d'escacs blitz de 2022 però no va acabar entre els tres primers llocs d'aquests campionats.

## Vida personal
Nepómniasxi és jueu. Sovint és citat amb el sobrenom "Nepo". Es va graduar a la Universitat Estatal Social de Rússia. Va començar a jugar al videojoc DotA l'any 2006. Va ser membre de l'equip que va guanyar el torneig Dota d'hivern 2011 de la Copa ASUS russa. També va fer de comentarista al torneig ESL One Hamburg 2018 Dota 2, utilitzant el sobrenom de FrostNova. També juga a Hearthstone i va introduir el seu amic i Gran Mestre rus Peter Svidler al joc. Posteriorment, tots dos van proporcionar comentaris sobre el joc als desenvolupadors de Hearthstone.
El 4 d'octubre de 2021, Nepómniasxi va aparèixer al xou de TV Qui? On? Quan?.
Juntament amb altres 43 jugadors d'escacs d'elit russos, Nepómniasxi va signar una carta oberta al president rus Vladímir Putin, protestant contra la invasió russa d'Ucraïna del 2022 i expressant solidaritat amb el poble ucraïnès.

## Llibres
- Zenón Franco (2021). Nail It Like Nepo!: Ian Nepomniachtchi’s 30 Best Wins. [Limited Liability Company Elk and Ruby Publishing House]. ISBN 978-5604-56073-0.
- Dorian Rogozenko (2021). Eight Good Men: The 2020-2021 Candidates Tournament. [Limited Liability Company Elk and Ruby Publishing House]. ISBN 978-5604-17707-5.
- Cyrus Lakdawala (2021). Nepomniachtchi: Move by Move. [Everyman Chess]. ISBN 9781781946251.